# Борго Ермада (Латина)
Борго Ермада је насеље у Италији у округу Латина, региону Лацио.
Према процени из 2011. у насељу је живело 3037 становника. Насеље се налази на надморској висини од 6 м.